# Flexin'
Flexin' è un singolo del rapper statunitense Pop Smoke pubblicato il 28 gennaio 2019 dalla etichetta discografica Atlantic Records.

## Tracce
1. Flexin' – 2:38